# Muhàmmad Bey Abu l-Dhahab
Muhàmmad Bey Abu-dh-Dhàhab (? - 8 de juny de 1775) fou un bei mameluc dels Kazdughiliyya d'Egipte.

## Biografia
Va iniciar la seva carrera al servei d'Alí Bey al-Kabir vers el 1769/1761 i fou khazindar (tresorer). Va acompanyar a Ali en el pelegrinatge (1764) i emancipat i elevat al beylicat el 1765. Pel seu nomenament va distribuir peces d'or el que li va valer el malnom d'al-Dhahab. Fou el principal lloctinent d'Alí Bey. El desembre del 1768 Muhammad (Diwitdar) Pasha, virrei otomà, va haver d'abandonar el país i Alí Bey va agafar el 1769 el títol de sultà (que no li fou reconegut per l'Imperi Otomà). Alí Bey li va encomanar tres expedicions: 
- A l'Alt Egipte contra els Hawwara dirigits pel seu cap Humam ibn Yussuf, el 1769, amb el resultat de la destrucció del poder de la tribu.
- A l'Hijaz, on va instal·lar com a xerif al pretendent afavorit per la Porta, el 1770
- A Síria contra el governador de Damasc Uthman Pasha al-Sadik (o al-Kurzi), en aliança amb el xeic Zahir al-Umar, rebel a Galilea. El governador va haver de fugir i Damasc fou ocupada i Azamzade Mehmed Pasha va ocupar el govern, però Muhammad Bey va retirar immediata i inesperadament les tropes (es diu que perquè no volia aparèixer com a rebel contra l'imperi) i va tornar a Egipte.

Això li va valer un enfrontament amb Alí Bey i Muhammad fou exiliat a l'Alt Egipte on va reconstruir les seves forces retornant al nord l'abril del 1772, obligant a Alí Bey a refugiar-se amb el xeic Zahir al-Umar el 13 d'abril de 1773. Un contraatac d'Alí Bey l'1 de maig de 1773 fou rebutjat per Muhammad i Alí Bey va morir pocs dies després, quedant Muhammad amb el poder assegurat com a shaykh al-balad.
La seva política buscava crear un estat mameluc autònom a Egipte amb un estat tampó amb els otomans a Palestina, però de fet va reconèixer la sobirania del sultà i un virrei turc va poder tornar a Egipte encara que fou un titular sense cap poder efectiu (juny de 1773); el tribut anual (irsaliyye), que Alí Bey havia deixat de pagar, fou restablert. El maç del 1775 va iniciar una invasió de Palestina, amb l'objectiu d'enderrocar al xeic Zahir al-Umar i va ocupar Jaffa. Zahir va fugir i Muhammad es va dirigir a la capital, Acre, que va ocupar i saquejar. Però Muhammad va morir sobtadament el 8 de juny de 1775.
El seu lloctinent Murad Bey va portar el cadàver a Egipte, i fou enterrat a la mesquita funerària del Caire on consta amb el títol d'Aziz Misr (adoptat per Alí Bey). La seva casa mameluca, els Muhammadiyya, amb Murad Bey (amir al-Hajj o cap de la peregrinació) i Ibrahim Bey (shaykh al-bulad) en funcions respectivament militars i civils, van conservar el poder.